# Chrysler Pacifica
La Chrysler Pacifica es una camioneta monovolumen de tamaño mediano producida por el fabricante estadounidense Chrysler entre 2004 y 2008, con un diseño inspirado en los conceptos Pacifica de 1999 y Ciudadela de 2000. Chrysler desarrolló el vehículo en poco más de 30 meses a un costo estimado de mil millones de dólares. La Pacifica ha sido el primer vehículo resultado de la unión DaimlerBenz-Chrysler. A pesar de que la cantidad de piezas de origen Mercedes-Benz sea prácticamente nula. La construcción del vehículo se realizaba en la planta de montaje de Chrysler en Windsor, Ontario.
En enero de 2016, el nombre Pacifica fue revivido para un monovolumen del año modelo 2017, que debutó en el Salón del Automóvil Internacional de Norteamérica como reemplazo de la Town & Country.

## Seguridad
En 2006 la Pacifica ganó el premio del Insurance Institute for Highway Safety por ser la más segura en impacto frontales. En 2007, ganó 5 estrellas como la mejor para impacto frontales y laterales, además por estar equipada con control de tracción, frenos de disco con ABS, cortinas de aire laterales, control de estabilidad electrónico y sistema de monitoreo de presión en los neumáticos.[cita requerida]

## Cambios anuales

### 2004
Inicialmente, el vehículo se fabricó en solamente un nivel de equipamiento, denominado Pacifica.

### 2005 y 2006

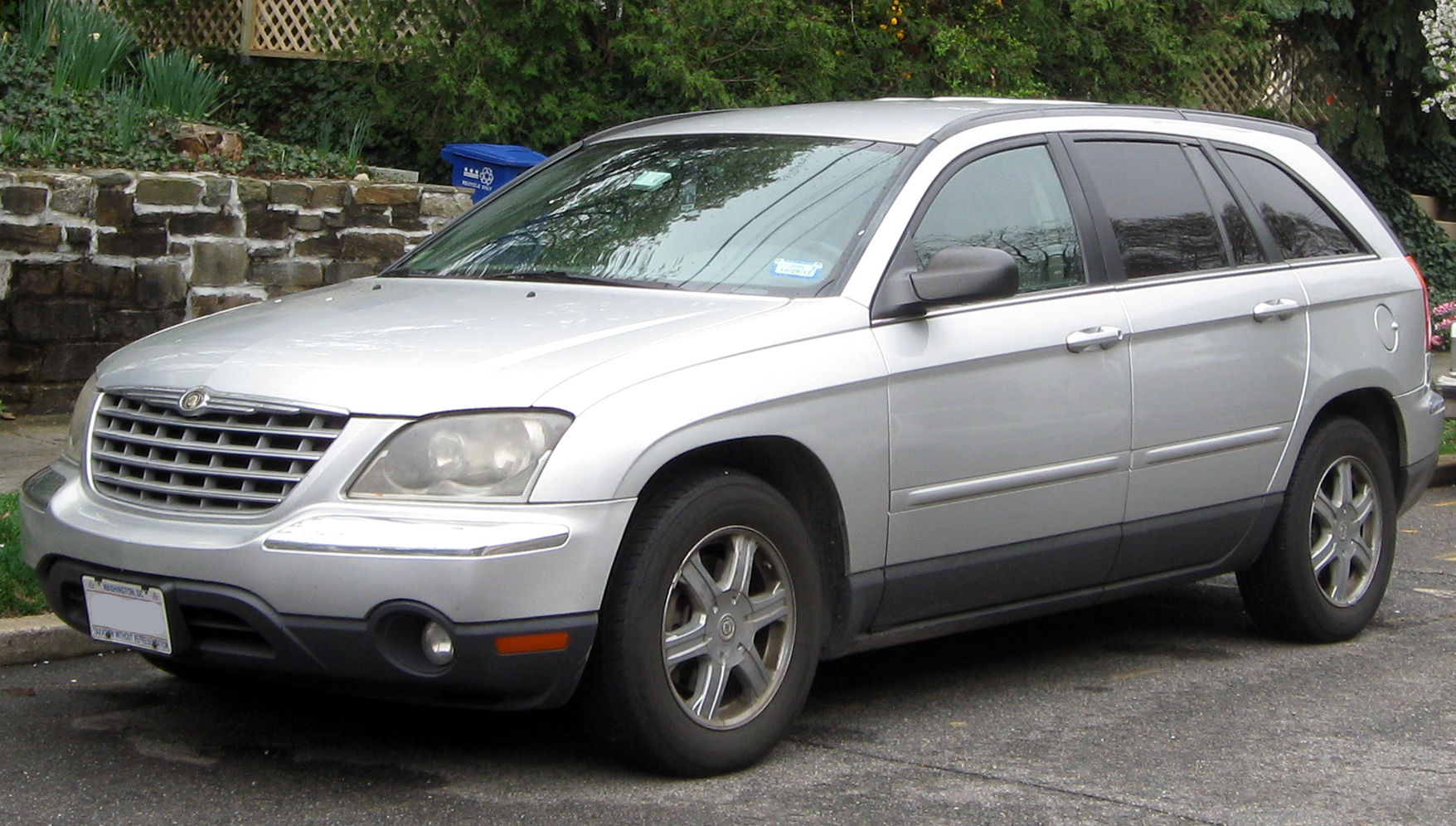
Modelo 2004-2006

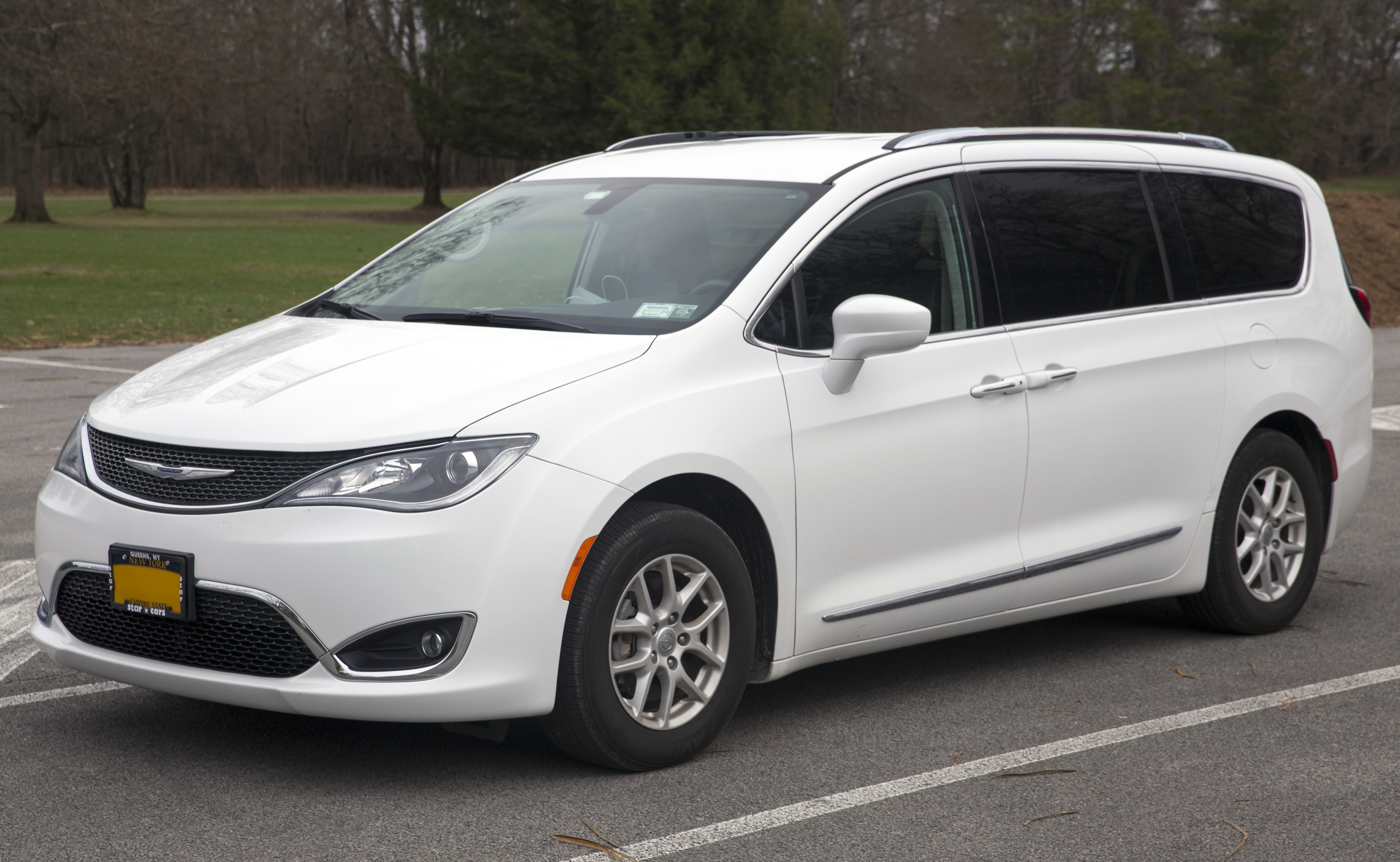
Touring-L de 2020

La Pacifica 2005 ofrece cuatro niveles de equipamiento: Base, Touring, Limited y la limitada versión Signature Series. 
El interior también fue rediseñado ligeramente, la imitación de madera venía de serie en los modelos Touring y Limited, Pacífica, más tarde en la Pacifica LX. Ofreciendo gran variedad de colores interiores. Los modelos de la serie "Signature" tenían interiores chapados y los asientos en dos tonos de cuero. 

### 2007
El exterior de la Pacifica fue rediseñado ligeramente para 2007, incluyendo los faros, cofre, salpicaderas, parrilla frontal y ruedas. El nuevo motor SOHC V6 de 4.0 L se ha añadido a la gama, para complementar al V6 EGH de 3.8 L. Con la incorporación del nuevo motor y transmisión, se añadió escape doble. Las nuevas opciones incluyen una cámara de vista trasera incorporada al sistema de navegación y DVD.

### 2008
Chrysler anunció el 1 de noviembre de 2007 la suspensión de la producción de la Pacífica, fabricándose la última unidad ese mismo mes. En parte este anuncio se debió a las pobres ventas del vehículo a causa de su elevado precio y a los problemas financieros por los que atravesaba Chrysler.[cita requerida]
| Año  | Unidades |
| ---- | -------- |
| 2005 | 66,450   |
| 2006 | 78,243   |
| 2007 | 53,947   |